# ATP-ADP traslocasi

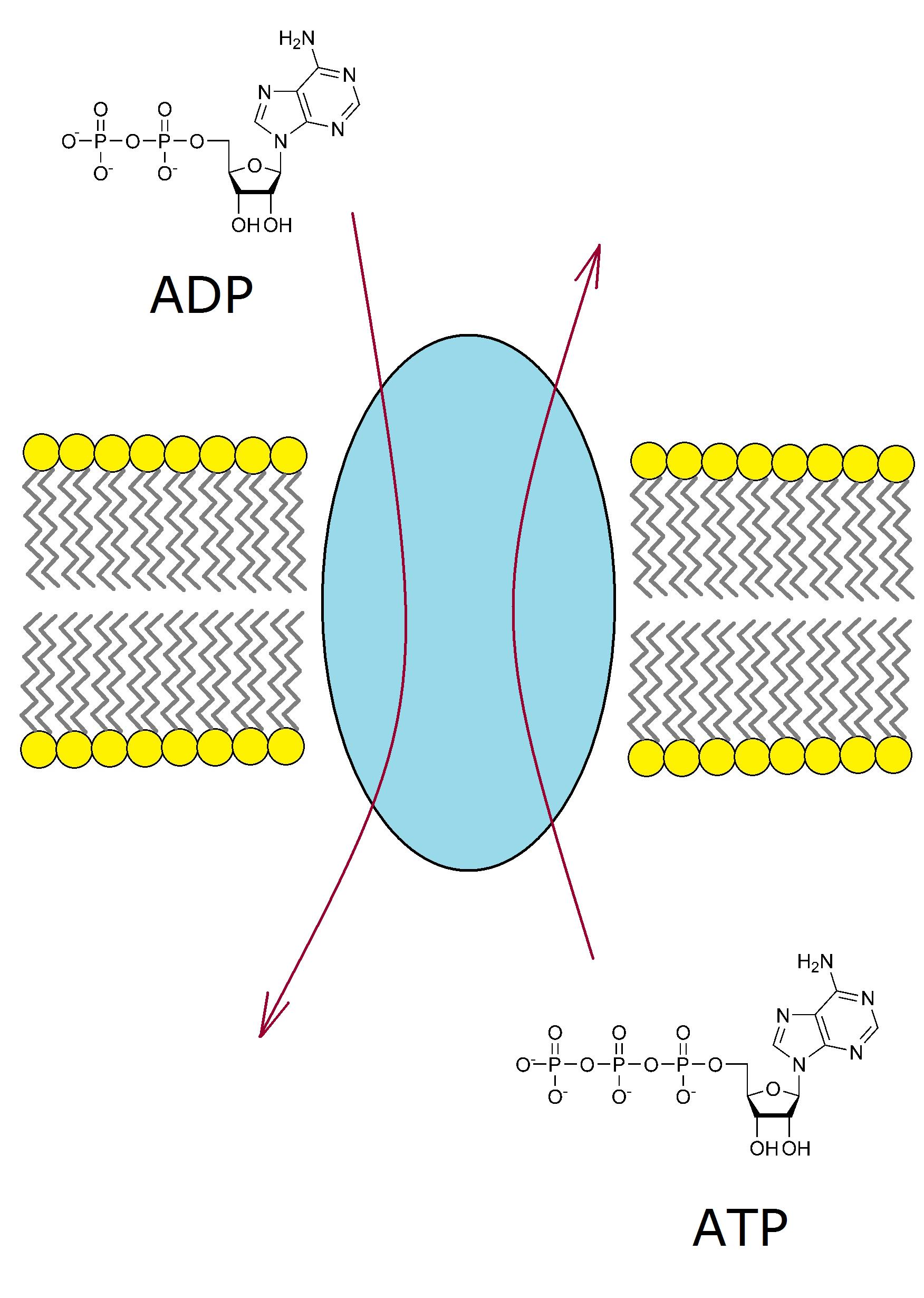
Sistema antiporto della pompa ATP-ADP traslocasi.

Le ATP-ADP traslocasi sono proteine trasportatrici presenti sulla membrana mitocondriale interna. La loro azione è quella di mediare l'antiporto di una molecola di ATP dalla matrice mitocondriale allo spazio intermembrana e di una molecola di ADP dallo spazio intermembrana alla matrice mitocondriale.
L'azione della pompa ATP-ADP traslocasi è associata al processo di fosforilazione ossidativa che avviene nei mitocondri: le molecole di ATP prodotte nella matrice possono diffondere nel citosol e le molecole di ADP libere nel citosol vengono trasportate nella matrice dove sono substrato della ATP Sintasi che le converte in nuovo ATP.
La pompa è inibita dall'atrattiloside e dall'acido bongkrechico.